# ジョシュ・ブリッグス
ジョシュ・ブリッグス（Josh Briggs、1993年3月5日 - ）は、アメリカ合衆国アリゾナ州ブルヘッド・シティ出身のプロレスラー。本名はジョシュア・ブランズ（Joshua Bruns）。

## 来歴
2020年8月31日、WWEと契約を結んだことが発表された。2021年7月6日、2021NXTブレイクアウト トーナメントに参加することが発表された。7月27日、最初のラウンドでカーメロ・ヘイズと対戦するも敗北。9月14日、ブルックス・ジェンセンとタッグを結成し、インペリウムと対戦するも敗北。2022年1月18日、ブリッグスとジェンセンはダスティ・ローデス・メンズ・タッグチーム・クラシックに出場したが、クリード・ブラザーズによって第1ラウンドで敗退。4月12日、NXTタッグチーム王座戦で5チームガントレット マッチに出場したが、敗北。6月22日、デイブ・マスティフとジャック・スターズ、マーク・アンドリュースとワイルド・ボア、ダイ・ファミリーと4ウェイ・エリミネーション・マッチで対戦し、勝利。NXT UKタッグチーム王座を獲得した。

## 獲得タイトル
A1
- A1ゼログラビティ王座 : 1回

CW
- カオス・レスリング・ニューイングランド王座 : 1回

EVOLVE
- EVOLVE王座 : 1回

モンスターファクトリープロレスリング
- MFPWネットワーク王座 : 1回

ノースイースト チャンピオンシップ レスリング
- オックス・ベイカー・メモリアル・カップ (2017)

UFOレスリング
- UFOタッグチーム王座：1回（w / ボー・ダグラス

WWE
- NXT UKタッグチーム王座

## 入場曲
- Brothers In Arms 現在使用中